# Cam Gigandet
Cam Joslin Gigandet, ameriški televizijski in filmski igralec, *16. avgust 1982, Tacoma, Washington, Združene države Amerike.

## Osebno življenje
Cam Gigandet se je rodil 16. avgusta 1982 v Tacomi, Washington, Združene države Amerike, staršema Jayu in Kim. Ima eno sestro, imenovano Kelsie. Diplomiral je na Auburn Senior High School v Auburnu leta 2001 in takoj za tem se je preselil v Kalifornijo.
Njegovi hobiji so surfanje, košarka, smučanje in golf.
14. aprila 2009 sta on in njegovo dekle, Dominique Geisendorff, dobila prvo hčer, Everleigh Rae Gigandet.

## Kariera
Cam Gigandet je svojo igralsko kariero yačel leta 2003 v seriji Na kraju zločina.
Leta 2004 se pojaviv filmu Mistaken, leta 2005 pa v serijah Jack & Bobby in The O.C. (ki jo je nehal snemati naslednje leto).
Leta 2007 ga vidimo v filmu Who's Your Caddy?, leta 2008 pa v filmih Never Back Down in Somrak (kjer je imel vlogo Jamesa).
Letos smo ga lahko opazili v filmih Kerosene Cowboys, Pandorum, Making Change, Five Star Day in The Unborn.
Za leti 2010 in 2011 ima v načrtu snemanje filmov The Roommate, Easy A, Priest, Pinkville in Kid Cannabis.

## Filmografija
| Filmi      | Filmi             | Filmi         | Filmi |
| Leto       | Film              | Vloga         | Opombe |
| ---------- | ----------------- | ------------- | --- |
| 2004       | Mistaken          | Joe           | |
| 2007       | Who's Your Caddy? | Mick          | |
| 2008       | Never Back Down   | Ryan McCarthy | Dobil - MTV Movie Award for Best Fight |
| 2008       | Somrak            | James         | Dobil - MTV Movie Award for Best Fight (skupaj z Robertom Pattinsonom) Dobil - Teen Choice Award for Movie Rumble (skupaj z Robertom Pattinsonom) Dobil - Teen Choice Award for Movie Villain |
| 2009       | The Unborn        | Mark Hardigan | |
| 2009       | Five Star Day     | Jake Gibson   | post-produkcija |
| 2009       | Making Change     | Bishop        | post-produkcija |
| 2009       | Pandorum          | Gallo         | post-produkcija |
| 2009       | Kerosene Cowboys  | Butch Masters | post-produkcija |
| 2010       | The Roommate      | Stephen       | v snemanju |
| 2010       | Easy A            | Micah         | v snemanju |
| 2010       | Priest            | Sheriff       | pre-produkcija |
| 2011       | Pinkville         | Fred Widmer   | pre-produkcija |
| 2011       | Kid Cannabis      |               | pre-produkcija |
| Televizija |                   |               | |
| Leto       | Naslov            | Vloga         | Opombe |
| 2003       | Na kraju zločina  | Mark Young    | »Feeling the Heat« |
| 2005       | Jack & Bobby      | Randy Bongard | Pet epizod |
| 2005–2006  | The O.C.          | Kevin Volchok | Petnajst epizod |